# ميه ميه
ميه ميه هي ناشِطة ميانمارية، ولدت في 1970، وتوفيت في 13 أغسطس 2018 بسبب حادث مرور.